# Olfaktorius-Tumor
Olfaktorius-Tumoren sind unterschiedlich bösartige Tumoren, die aus dem Nervus olfactorius bzw. dem Neuroepithel der Riechschleimhaut entstehen.
Unterschieden werden können:
- Olfaktorius-Neurozytom; Ästhesioneurozytom
- Olfactorius-Neuroblastom; Ästhesioneuroblastom
- Olfaktorius-Neuroepitheliom; Ästhesioneuroepitheliom

Das Neurozytom wird als eher gutartig (benigne), die beiden anderen Formen als intermediär/maligne bewertet.